# François Victor Mérat de Vaumartoise
Pour les articles homonymes, voir Mérat.

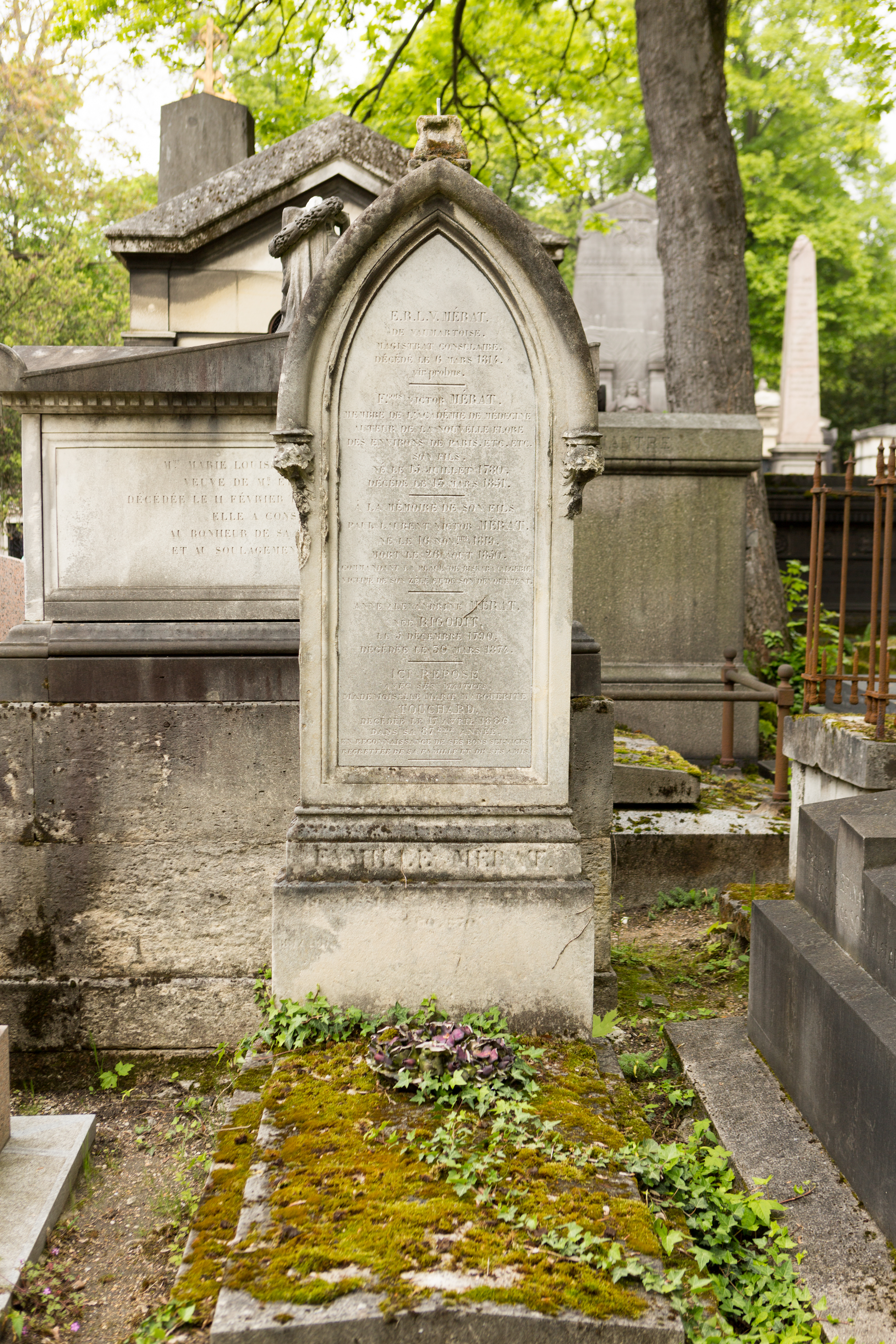
Tombe au cimetière du Père-Lachaise.

François-Victor Mérat de Vaumartoise, né le 15 juillet 1780 à Paris où il est mort le 13 mars 1851, est un médecin et botaniste français.

## Biographie
Issu d'une ancienne famille de la bourgeoisie de robe, ayant donné de nombreux magistrats à la ville d'Auxerre depuis le XVIe siècle, François-Victor Mérat de Vaumartoise est le fils de Laurent-Victor Mérat de Vaumartoise (1748-1814), financier et important négociant en « bois de four et de chauffe ». Il passe une grande partie de son enfance auprès de son grand-père, Laurent-Germain Mérat (1712-1790), botaniste réputé, fondateur de la première académie savante d'Auxerre et maître en pharmacie.
Ses parents souhaitent qu'il reprenne l'officine de son grand-père et le placent comme apprenti chez Nachet, un pharmacien parisien, en 1796. Il entreprend alors des études de chimie et de botanique puis suit les cours de l’école de médecine de Paris, sous la direction d'Antoine-Laurent de Jussieu, dont il est le disciple.
Avec Jean Loiseleur-Deslongchamps (1774-1849), Jean-Baptiste Mougeot (1776-1858), Chrétien Godefroy Nestler (1778-1832), Gaspard Robert (1776-1857), il s'adonne à sa passion de la botanique, et herborise souvent dans les environs de Paris.
Le 11 juillet 1803, Mérat devient docteur en médecine. Il est aussitôt rattaché à la faculté de médecine comme chef de clinique. Il exerce sa profession à l’Hôpital de la Charité de 1803 à 1813, et est rattaché à l’Infirmerie de l’Empereur à partir de 1808.
En 1812, François-Victor Mérat publie une Nouvelle flore des environs de Paris qui sera rééditée à plusieurs reprises. Il publie également un Synopsis de la nouvelle flore des environs de Paris (1837), facile à transporter sur le terrain : ces ouvrages rencontrent  un succès très important dans la bonne société parisienne, friande de botanique qui est alors un passe-temps très à la mode.
Mais c’est surtout le Dictionnaire universel médical et de thérapeutique général (1829-1846) qu’il rédige pendant trente ans avec la collaboration de son ami le docteur Jacques de Lens qui établit sa renommée. Son caractère très complet en fera une source inestimable d’informations pendant des décennies pour toute la profession.
Président de l’ancienne Société de médecine de Paris à partir de 1817, il devint membre de l’Académie royale de médecine, dès sa fondation en 1820, et son trésorier de 1823 à 1846.
Le docteur Mérat s’intéresse également aux développements agricoles. Membre de la Société centrale d’agriculture, il mena de très nombreuses recherches sur des questions aussi diverses que l’hybridation des fruits ou la culture du thé.
Il avait épousé Anne-Alexandrine Rigodit, sœur de l'amiral Rigodit, dont il eut deux enfants, Amélie (1818-1854), qui épouse Jean Saunier (1812-1882), futur maire de Nemours et Paul (1819-1851), officier d’infanterie et historien militaire.
Il meurt à Paris en 1851, quelques mois avant son fils, lieutenant dans la Légion étrangère, mort pour la France à Biskra. Il est inhumé au cimetière du Père-Lachaise (4e division).
Une île, au large de la Nouvelle-Guinée, fut baptisée en son nom par Dumont d'Urville lors de son voyage autour du monde.

## Choix de publications
- Traité de la colique métallique, vulgairement appelée colique des peintres, des plombiers, de Poitou, etc. ; avec une description de la colique végétale, et un mémoire sur le tremblement des doreurs sur métaux, Paris : Méquignon-Marvis, 1812
- [1812] Nouvelle flore des environs de Paris suivant le système sexuel de Linnée, avec l'indication des vertus des plantes usitées en médecine, des détails sur leur emploi pharmaceutique, Paris, libr. Méquignon-Marvis, 1812 (réimpr. 1821, vol. 1 et 2 ; 1836 (4e éd.), vol. 1 et 2), 420 p. (lire en ligne [sur books.google.fr])
- avec Jean-Baptiste Huzard père, Rapports et observations sur l’épizootie contagieuse, régnant sur les bêtes à cornes de plusieurs départements de la France, Paris : Impr. de Mme Huzard, 1814, in-8°, 32 p. [extrait d’un rapport fait à la Société de la Faculté de médecine de Paris, le 28 avril 1814, par M. Huzard, (…) sur une épizootie meurtrière et contagieuse qui s’est développée parmi les bœufs et les vaches (…), rédigé par F.-R. Mérat] ; 3e éd., Paris : Mme Huzard, janvier 1815, in-8°
- Éléments de botanique, à l'usage des personnes qui suivent les cours du Jardin du Roi et de la Faculté de médecine de Paris, Paris : Crochard, 1822
- Dictionnaire universel de matière médicale et de thérapeutique générale, avec Adrien Jacques de Lens, 7 vol., Paris : J.-B. Baillière, 1829-1846
- Manuel des eaux minérales du Mont-Dor, Paris : J.-B. Baillière, 1838
- Revue de la flore parisienne, suivie du texte du « Botanicon parisiense » de Vaillant avec les noms linnéens en regard sur Google Livres, Paris : J.-B. Baillière, 1843